# Brava
Brava (auch Ilha Brava, dt. ,unzähmbare Insel‘) ist die kleinste der bewohnten kapverdischen Inseln im Atlantik. Am südwestlichen Rand des Archipels gelegen, teilt sie mit der ebenso vulkanisch entstandenen und geologisch auf demselben Sockel befindlichen Nachbarinsel Fogo die für Landwirtschaft günstige Vegetation. Schwer erreichbar durch die steil abfallenden Felsküsten, wurde die Insel – hauptsächlich ab dem Ende des 17. Jahrhunderts – spät besiedelt und hat eine eigene Varietät des kapverdischen Kreols entwickelt. Bis ins 20. Jahrhundert war Brava ein Stützpunkt des transatlantischen Walfangs, was zu einer steten Auswanderung vor allem nach Neuengland führte, die bis heute durch Geldzahlungen aus der und Netzwerke in die Diaspora sozial und finanziell die Insel prägt. Die aus dieser Erfahrung gespeisten Mornas, Gedichte und Lieder des Abschieds und der Trauer, haben durch den auf Brava geborenen Eugénio Tavares den Grund der kapverdischen Literatur und Musik gelegt. Bis heute spielt der Tourismus auf der abgeschiedenen Insel eine Nebenrolle.

## Geographie
Brava ist nahezu kreisrund mit einem Durchmesser von bis zu 11 Kilometern und einer Fläche von 67 Quadratkilometern. Die mittelgebirgige Insel ist die westlichste der Ilhas de Sotavento (dt. ,Inseln unter dem Wind‘) und liegt westlich der Insel Fogo. Bravas Höhe reicht kaum aus, um Niederschlag aus den Passatwolken zu erhalten. Da sie jedoch im Windschatten des Vulkankegels von Fogo liegt, ist die Insel häufig von Lee-Wolken bedeckt, sodass die Verdunstung geringer ist und die Vegetation etwas reicher. Der kapverdische Literat João Rodrigues charakterisierte Brava als „gebadet in Grün und gefüllt mit Blumen“ und darin Madeira vergleichbar im Gegensatz zu vielen kargeren Inseln des Archipels. Die Bedingungen für Landwirtschaft sind daher zusammen mit denen Fogos besser als auf den anderen Inseln des Sotavento.

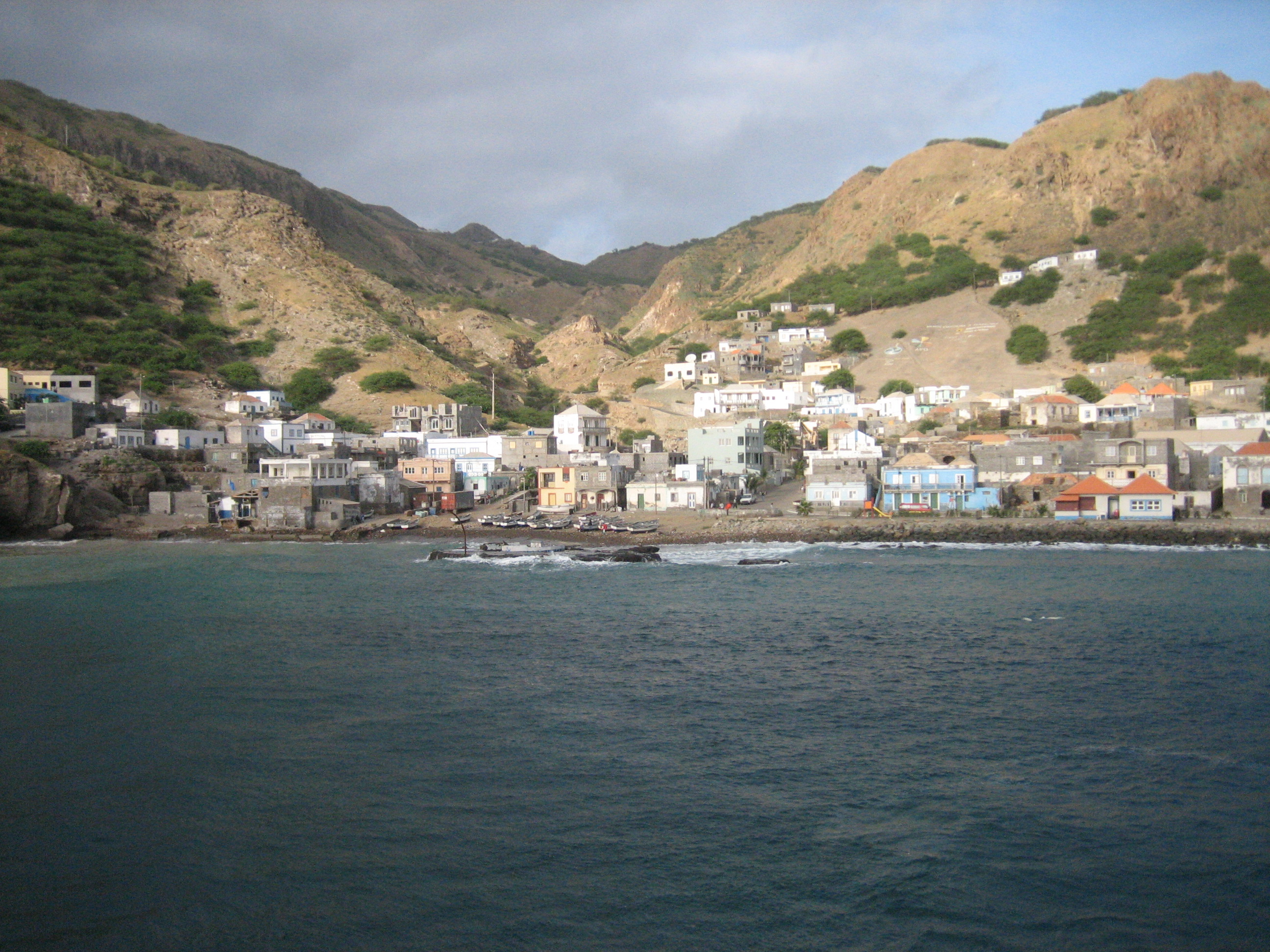
Die Hafenstadt Furna im Nordosten von Brava

Die Insel erhebt sich mit steil aufragenden Felsen zu einem breiten Plateau, das tief durch Erosionstäler eingeschnitten ist.
Die Insel ist in den höheren Lagen dichter besiedelt. Hier finden sich auch die Inselhauptstadt Vila Nova Sintra und der Wallfahrtsort Nossa Senhora do Monte. An der Ostküste liegt der einzige dauerhafte Hafen der Insel im Ort Furna. In Vinagre entspringt eine essigsaure Mineralquelle, die früher zu Kurzwecken genutzt wurde.
Etwa sechs Kilometer nördlich der Insel liegen die unbewohnten Ilhéus do Rombo, 20 Kilometer südwestlich schließt der unterseeische Cadamosto-Seamount den Archipel westlich ab.

## Geologie
Ursprünglich ein Tiefseeberg vulkanischen Ursprungs, wurde die Insel im Laufe der Zeit über den Meeresspiegel gehoben. Heute gibt es auf der Insel anders als auf Fogo keine nennenswerte vulkanische Aktivität mehr, aber deutlich stärkere seismische Aktivität als auf Fogo.
Die geologische Entwicklung Bravas lässt sich in drei vulkanostratigraphische Einheiten unterteilen (von jung nach alt):
- Obere Einheit
- Mittlere Einheit
- Untere Einheit

Die Untere Einheit besteht aus einer 3 bis 2 Millionen Jahre BP entstandenen submarinen, vulkanischen Abfolge des Pliozäns (Piacenzium bis Gelasium). In dieser Zeit befand sich Brava im Seamountstadium; dieser Teil besteht aus Hyaloklastiten und Kissenlaven, die von unzähligen kogenetischen Gangscharen durchzogen sind. Geochemisch handelt es sich hierbei um Ankaramite und Nephelinite. Die Untere Einheit wurde im Altpleistozän (1,8 bis 1,3 Millionen Jahre BP) von einem plutonischen Alkaligestein/Karbonatitkomplex der Mittleren Einheit intrudiert, bestehend aus Pyroxeniten, Ijolithen, Nephelinsyeniten und Karbonatiten (Söviten). Zwischen 1,3 und 0,25 Millionen Jahren BP waren diese beiden Einheiten starker Erosion ausgesetzt; es bildete sich zur nachfolgenden Oberen Einheit eine Erosionsdiskordanz. Im oberen Mittelpleistozän vor 250.000 Jahren setzte dann nach langer Ruhepause erneut Vulkanismus ein, welcher vorwiegend phonolithische Gesteine zu Tage förderte. Er ist durch explosive, phreatomagmatische und magmatische Auswurfmassen gekennzeichnet. Es bildeten sich pyroklastische Ströme (Block- und Aschenströme), pyroklastische Decken mit Surge-Erscheinungen und zahllose durch phreatische Eruptionen entstandene Krater. Effusiv wurden Lavaströme und Lavadome gebildet. 
Eine Besonderheit Bravas ist das Auftreten von intrusiven wie extrusiven Karbonatiten. Intrusiv sind die Karbonatite in der plutonischen Mittleren Einheit anzutreffen; sie besitzen ein jüngeres Alter als vergleichbare Vorkommen auf den benachbarten Inseln Fogo, Santiago und Maio. Extrusiv finden sich jungpleistozäne bis holozäne Karbonatite in der Oberen Einheit und sind für die Kapverden einzigartig.
Es ist davon auszugehen, dass sich die Insel seit dem Seamountstadium aus dem Meer herausgehoben hat, weil sich untermeerisch abgelagerte Hyaloklastiten und Kissenlaven sowie angehobene Strände in bis zu 400 Meter Höhe über dem Meeresspiegel finden. Schätzungen ergeben eine Hebungsrate von 0,2 bis 0,4 Millimeter/Jahr.
Brava wird von vielen Verwerfungen, Seitenverschiebungen und vulkanisch/tektonischen Lineamenten durchzogen, welche die Entwicklung der Insel maßgebend prägten. Die Intrusivgänge der Unteren Einheit sind orthogonal organisiert mit einer vorherrschenden Ost-West-Ausrichtung. Störungen in den beiden oberen Einheiten folgen vorwiegend der Nordnordwest- bis Nordwest-Richtung.
Die räumliche Anordnung der Störungen entspricht mehr oder weniger dem auf der benachbarten Insel Fogo angetroffenen Spannungsfeld. Beide Inseln sowie der Cadamosto-Seamount und die Ilhéus do Rombo sitzen auf demselben Unterbau, der in einer Tiefe von rund 4000 Metern zwischen 500 und 1000 Meter mächtigen marinen Sedimenten aufsitzt. Die Sedimente überlagern ihrerseits ozeanische Kruste aus der Unterkreide, welche bei zirka 5300 Meter Tiefe einsetzt und bis 13 Kilometer Tiefe reicht.

## Geschichte
Ob Brava vor der Entdeckung durch Europäer von Afrikanern betreten und besiedelt wurde, ist unbekannt, gilt aber als unwahrscheinlich. Brava wurde 1462 von Portugiesen erstmals betreten, 1573 ließen sich die ersten Siedler dauerhaft nieder. Zu dieser Zeit war der Höhepunkt des Sklavenhandels in Ribeira Grande (auf der kapverdische Insel Santiago) bereits überschritten, so dass die aus Madeira und dem Minho (Nord-Portugal) stammenden, auf Brava siedelnden Kleinbauern sich nicht mehr daran beteiligten. 1578 landete der englische Seefahrer Francis Drake auf Brava, um eine letzte Station vor der Atlantiküberquerung bei seiner Weltumseglung zu machen, nachdem er auf den anderen kapverdischen Inseln nicht hatte landen können. Sein mitfahrender Neffe Francis Fletcher beschrieb „eine überaus süße und angenehme Insel“, die deshalb „tapfer“ (,brave‘) genannt werde, weil sie Früchte aller Arten zu jeder Zeit bereithalte, aber keinen Ankerplatz für Schiffe biete. Der einzige Einwohner, den Drake vorfand, war ein Eremit, weshalb er die Insel (fälschlicherweise) für sonst unbewohnt hielt.
1680 flohen die Bewohner der Nachbarinsel Fogo vor den Lavaströmen des ausbrechenden Vulkans nach Brava und sorgten für eine erstmals umfangreiche Besiedlung der Insel, auf die Großgrundbesitzerfamilien Fogos ihr System der Plantagen exportierten. Diese Familien behielten – teils von Fogo aus mittels feitores steuernd – die Wirtschaft Bravas bis in die Mitte des 18. Jahrhunderts in der Hand. Trotzdem setzte sich auf Brava auf Dauer nicht die Großbetriebslandwirtschaft einer weißen Elite durch, sondern die Bevölkerung war relativ gemischt und setzte sich vor allem aus Kleinbauern, Hirten, Fischern und Handwerkern zusammen. Im Jahr 1847 wurde auf Brava die erste öffentliche Elementarschule des Archipels eingerichtet, aber auch weiterhin beließ die Kolonialverwaltung die Bildung weitgehend der lokalen Privatinitiative.
Die im 17. und 18. Jh. häufig in den Buchten von Brava ankernden Piraten (unter ihnen auch Emanuel Wynne, der als Erster den Jolly Roger gehisst haben soll) wurden im frühen 19. Jh. von Walfangschiffen aus Europa und den USA abgelöst, die in Brava Halt machten und sich mit Wasser und Nahrung versorgten. Bei den noch unter Segeln fahrenden Walschonern der USA heuerten junge Männer aus Brava insbesondere als Harpuniere an und bildeten dadurch die Speerspitze einer fast zwei Jahrhunderte anhaltenden Emigration an die amerikanische Ostküste, insbesondere in die alten Walfanghäfen Boston, Providence und New Bedford. Der erste US-Emigrant Kapverdes war ein José da Silva, der 1794 in Brava geboren und 1824 amerikanischer Staatsbürger wurde. Die kapverdischen Einwanderer in Neuengland wurden zu Beginn des 20. Jahrhunderts auch „Bravas“ genannt; bis heute stammen die meisten Mitglieder der kapverdischen Diaspora in den Vereinigten Staaten aus Brava und Fogo, während die Emigranten der anderen Inseln eher andere Zielländer aufgesucht haben. Ein Bericht der portugiesischen Verwaltung von 1876 spricht von hundert Personen, die Brava jedes Jahr in Richtung USA verließen.
Vor allem wanderten Männer aus, während Frauen in der Regel zurückblieben oder Jahre später nachzogen. Der Afrikanist Basil Davidson hat bemerkt, dass insbesondere die Emigranten aus Brava wegen ihrer helleren Hautfarbe versuchten, in den USA als Portugiesen betrachtet zu werden und dadurch den gegen Afroamerikaner gerichteten offenen Rassismus zu umgehen. Die Ablehnung, die trotzdem viele von ihnen erfuhren, sieht Davidson als einen möglichen Grund dafür, dass die Emigranten auf Dauer eng mit ihrer Heimat verbunden blieben. Laut dem Anthropologen Luís Batalha hatte Rassismus insbesondere auf Brava und Fogo eine lange Tradition, wo Plantagen und große Landwirtschaftsgüter früh und bis in die 1930er Jahre für eine zwischen „Weißen“, „Schwarzen“ und „Mulatten“ dreifach stratifizierte Gesellschaft sorgten, während viele andere Inseln des Archipels später besiedelt wurden und eine flexiblere Sozialstruktur ausbildeten. Noch im frühen 20. Jahrhundert seien viele Töchter von Oberschichtfamilien Bravas lieber unverheiratet geblieben als einen allzu dunkelhäutigen Partner zu heiraten; Deirde Meintel hat eine weithin anerkannte Homogamie-Norm identifiziert, die sich erst im Laufe der Migrationsgeschichte änderte: Die Auswanderung sorgte für Aufstiegsmöglichkeiten und damit für soziale Mobilität Dunkelhäutiger bis in die Eliten hinein, wodurch die Differenzierung nach äußeren Merkmalen aufgeweicht wurde; es kam zunehmend zu arrangierten Heiraten zwischen Ausgewanderten und Daheimgebliebenen, die sich nie zu Gesicht bekommen hatten und bei denen die Hautfarbe daher eine geringere Rolle spielte. Die scharfe Trennung zwischen Weißen und Schwarzen blieb in Brava bis in die Mitte des 20. Jahrhunderts die Norm.
Ab den frühen 1920er Jahren sorgten verschärfte staatliche Restriktionen für einen starken Rückgang des bis dahin regen Migrationsverkehrs; die Insel war fortan wieder isoliert und verlor den Kontakt mit den Auswanderern auf der anderen Seite des Atlantiks weitgehend, was die Brava-Expertin Deirdre Meintel als Teil der „Deglobalisierung“ (Ulf Hannerz) bezeichnet hat. Insbesondere seit der Unabhängigkeit der Kapverden von Portugal 1975 hat sich Brava aus dieser Isolation wieder schrittweise gelöst.

## Gesellschaft
Weil die Insel stark von ethnisch portugiesischen und kaum von afrikanischen Einwanderern geprägt worden ist, wird sie (wie auch die Insel Boa Vista) manchmal als „weiße Insel“ des Archipels bezeichnet. Brava ist in besonders starkem Maß von den transnationalen, insbesondere transatlantischen Verbindungen zu den Emigranten geprägt. So reisen zum Fest der „Cola San Jon“ am Johannistag jedes Jahr tausende Emigranten zurück auf die Insel. Seit dem 19. Jahrhundert dienen solche Feste der Inszenierung des hohen sozialen Status der (oft temporär) rückkehrenden Migranten. Dabei wird die Gesellschaft der Einheimischen danach sichtbar stratifiziert, wie starke Kontakte es zu den temporär Heimgekehrten gibt, die einen Großteil des Einkommens der Haushalte beisteuern. Seit den Verschärfungen des amerikanischen Aufenthaltsrechts nach 9/11 und insbesondere seit den Verunsicherungen durch die Finanzkrise ab 2007 hat sich der Trend zur dauerhaften Rückkehr der Migranten verstärkt.

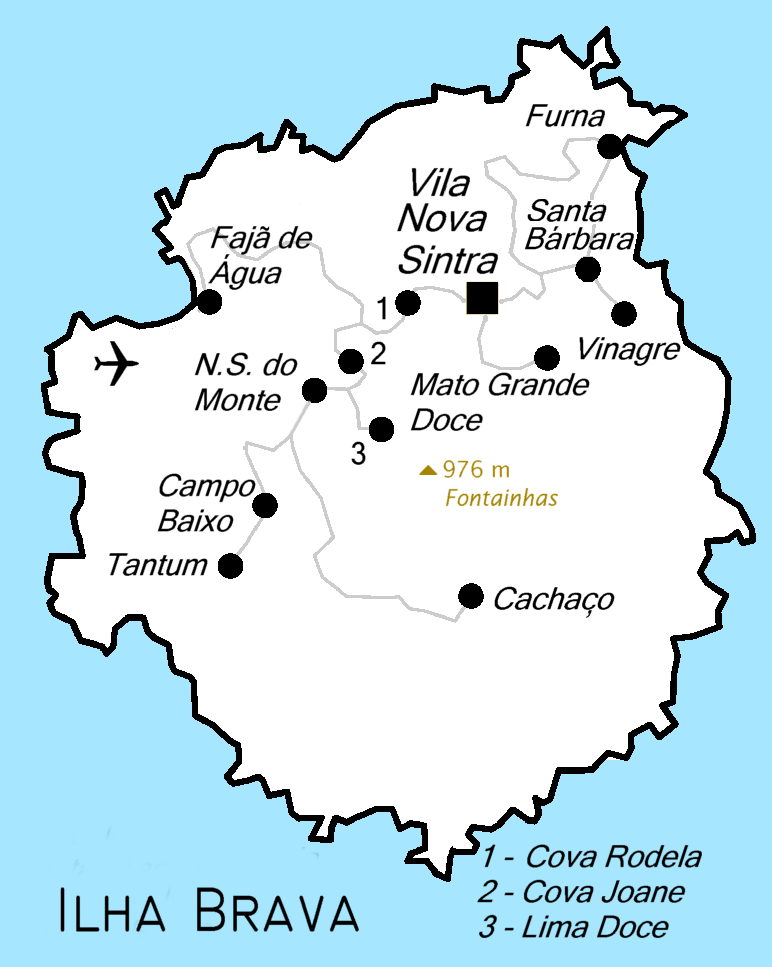
Karte der Insel

## Verwaltung
Die Insel gehört zur Südgruppe der Kapverdischen Inseln, den Ilhas de Sotavento. Die Hauptstadt Bravas ist Vila Nova Sintra. Zweitgrößte Stadt ist der Wallfahrtsort Nossa Senhora do Monte.
Administrativ ist Brava in einen gleichnamigen Kreis (Concelho) mit zwei Gemeinden (Freguesia) aufgeteilt.
| Concelho (Kreis) | Freguesia (Gemeinde)   |
| ---------------- | ---------------------- |
| Brava            | São João Baptista      |
| Brava            | Nossa Senhora do Monte |

## Verkehr
Das nordöstlich gelegene Fischerdorf Furna ist als kleiner Fähr- und Handelshafen der einzige Ort, der regelmäßigen Zugang zur Insel bietet. Auch die westliche Bucht bei Fajã de Água dient in Teilen des Jahres als Hafen. In einem mehrjährigen Food-for-Work-Programm finanzierte Deutschland einen Flugplatz auf einer Landzunge bei Fajã de Água, der 1992 eröffnet, inzwischen aber wegen des beständig starken Windes wieder aufgegeben wurde. Da die Fährverbindungen nach Furna erst seit 2004 regelmäßiger sind und keine Flugverbindung mehr existiert, hat Brava sich noch kaum dem Tourismus geöffnet. 2011 nahm die Schnellfähre Kriola die regelmäßige fast tägliche Verbindung von Praia über Fogo nach Brava auf und verbesserte damit die Anbindung der Insel erheblich, es kam jedoch in den folgenden Jahren immer wieder zu kurzfristigen Planänderungen und Unzuverlässigkeiten.

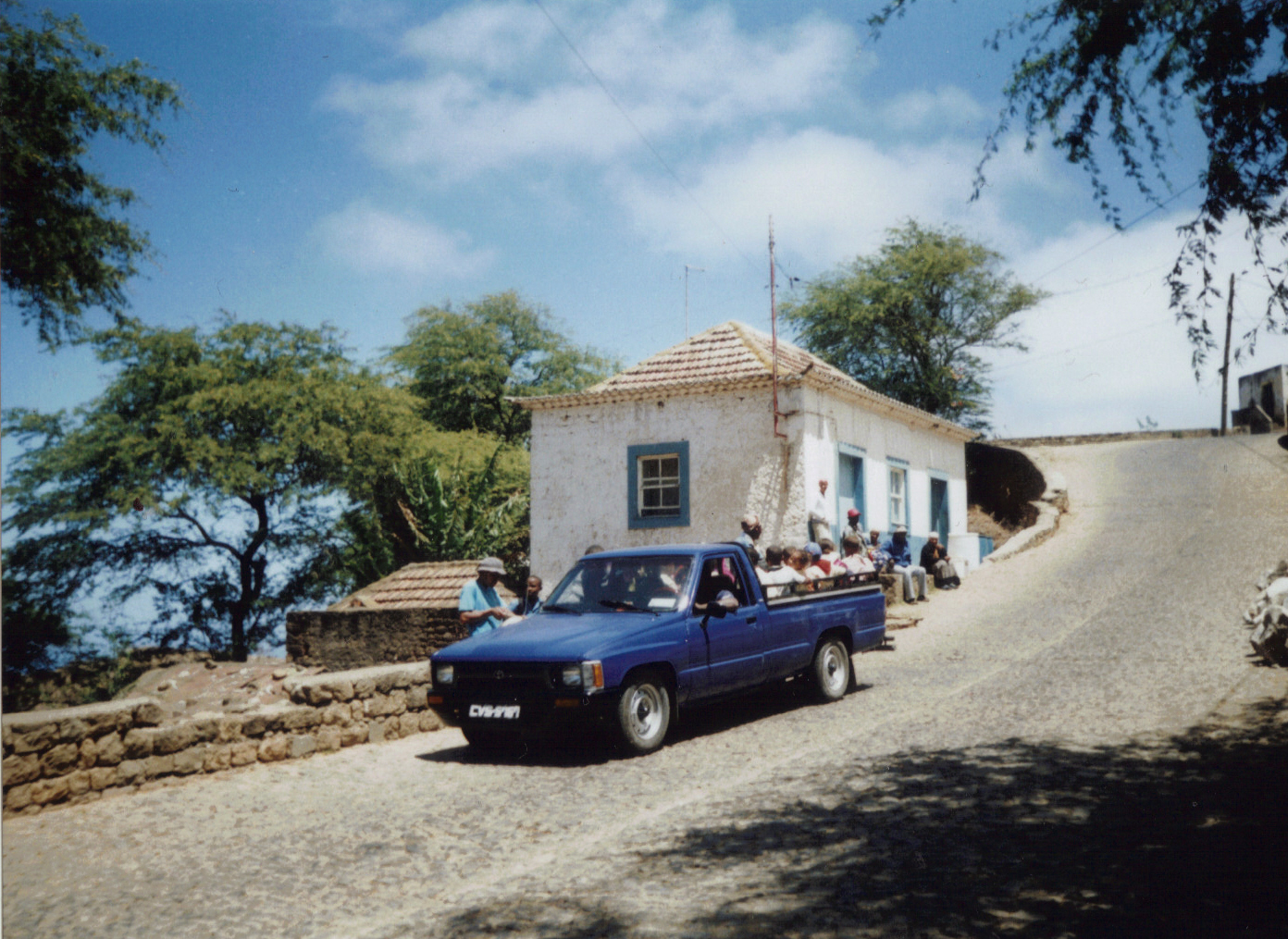
Aluguer-Bus in Brava (2010)

Das Straßennetz auf Brava wurde in den letzten Jahren erheblich verbessert – alle Ortschaften auf der Insel sind heute über gepflasterte Straßen und mit den für die Kapverden typischen Aluguer-Bussen zu erreichen.

## Wirtschaft und Tourismus
Nachdem die Insel lange hauptsächlich vom Walfang gelebt hatte, sind heute die einzig nennenswerten Produktionszweige etwas Bewässerungsfeldwirtschaft mit dem Anbau von Mais, Bohnen, Bananen und Papayas sowie Viehzucht (Kühe und Ziegen) und Fischfang. In Cachaço befindet sich eine kleine Käserei. Handel, Gewerbe und Privathaushalte leben im Wesentlichen von Geldsendungen der Emigranten.

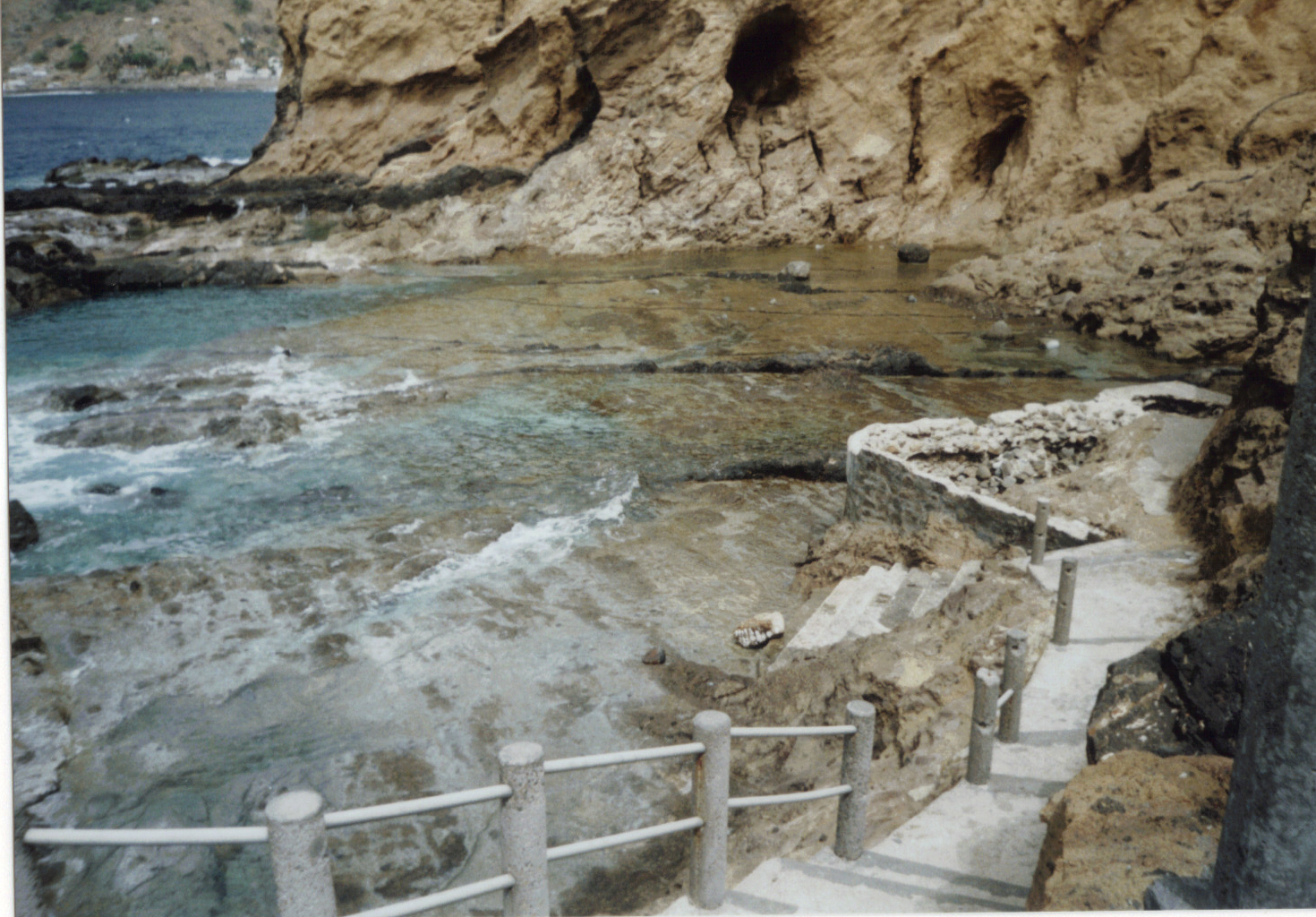
Badebecken bei Fajã de Água

Da die Insel sich nicht für den Massen-Strandtourismus eignet und schwer erreichbar ist, hat sich die Erschließung für Touristen langsam vollzogen. Die seltenen Gäste schätzen die Ruhe und Zurückgezogenheit der Insel. Unterkünfte befinden sich in Vila Nova Sintra, Fajã de Água und Cova Joana. An der Westküste bei Fajã de Água befinden sich Naturbecken am Meer, die durch eine Treppe erreichbar sind und ein sicheres Schwimmen im Meer gewährleisten. Ansonsten gibt es kaum sichere Bademöglichkeiten auf Brava.

## Kultur und Sprache
Berühmt geworden ist Brava durch den Musiker und Dichter Eugénio Tavares (1867–1930), der mit seinen in kapverdischem Kreol geschriebenen, traurigen Mornas eine neue, erstmals selbstbewusst kapverdische Musik schuf, deren Lieder sich oft mit der Auswanderung beschäftigten.
Auf der Insel wird neben der Amtssprache Portugiesisch eine Kreolsprache gesprochen, die Teil des kapverdischen Kreols ist, aber spezifische Merkmale ausgebildet hat. Diese inselspezifische Sprache Bravas hat in den 1970er Jahren die Anthropologin Deirdre Meintel erforscht und dazu die umfassendste Studie erstellt, die es von allen kapverdischen Kreolvarietäten gibt. Dass sich auf der Insel eine so weitgehende sprachliche Eigenständigkeit erhalten hat, liegt demzufolge an der jahrhundertelangen Isolation der Insel und am frühzeitigen großen Zustrom von Siedlern aus Fogo im 17. Jahrhundert, unter denen relativ wenige Sklaven waren, weshalb die Bevölkerung eher ethnisch portugiesisch geblieben ist als auf den anderen Inseln des Sotavento. Deshalb sei das Brava-Kreol „zumindest mesolektal im Rahmen eines hypothetischen kapverdischen [Sprach-]Kontinuums“. Durch Meintels Forschung ist auch etabliert, dass selbst das Kreol auf Brava diatopische Varietät aufweist, dass also verschiedene Regionen der Insel unterschiedlich sprechen. Das ist aber nach der Linguistin Angela Bartens möglicherweise diastratisch zu erklären, hänge also von der gesellschaftlichen Schicht ab, da sich vor allem die Sprache des Hauptortes als Akrolekt von derjenigen der Restinsel unterscheide.

## Söhne und Töchter der Insel
- Adelina Domingues (1888–2002), zeitweise ältester Mensch der Welt
- Nilton Fernandes (* 1979), Fußballspieler

## Galerie

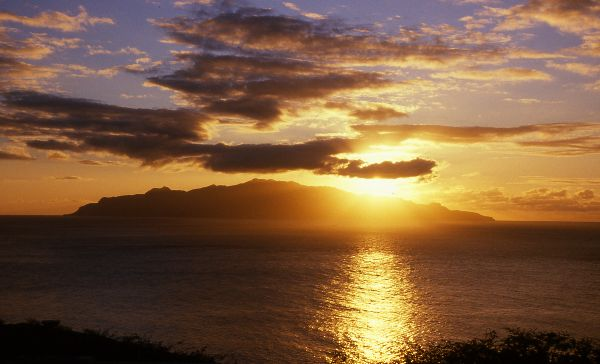
Brava aufgenommen von São Filipe, Insel Fogo
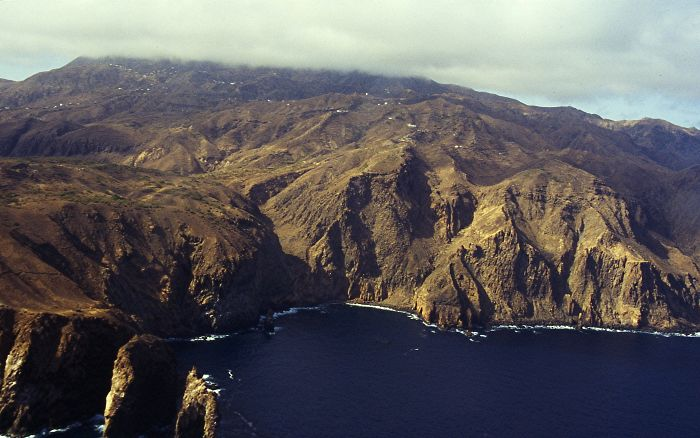
Steilküste im Norden, wie oft mit „Wolkenhut“. Hubschrauberaufnahme (April 1994)
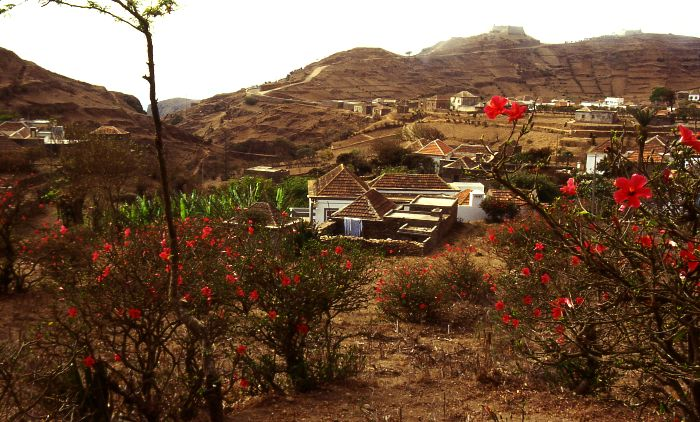
Brava wird auch Blumeninsel genannt, wegen der allgegenwärtigen Hibiskusblüten
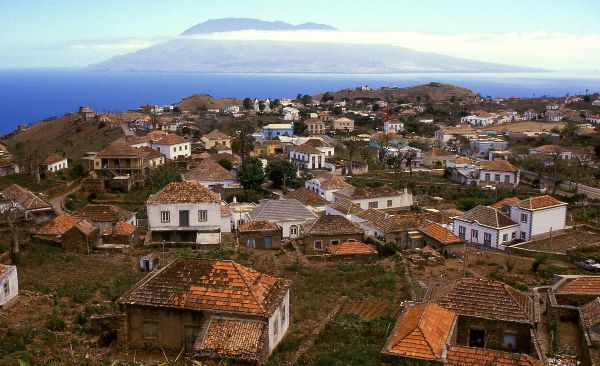
Inselhauptort Vila Nova Sintra auf einem 480 m hohen Plateau. Im Hintergrund die 20 km entfernte Insel Fogo
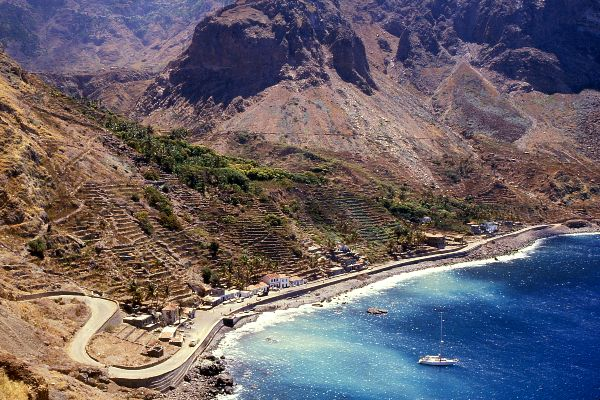
Bucht und Fischerdorf Fajã de Água im Westen der Insel (1988)
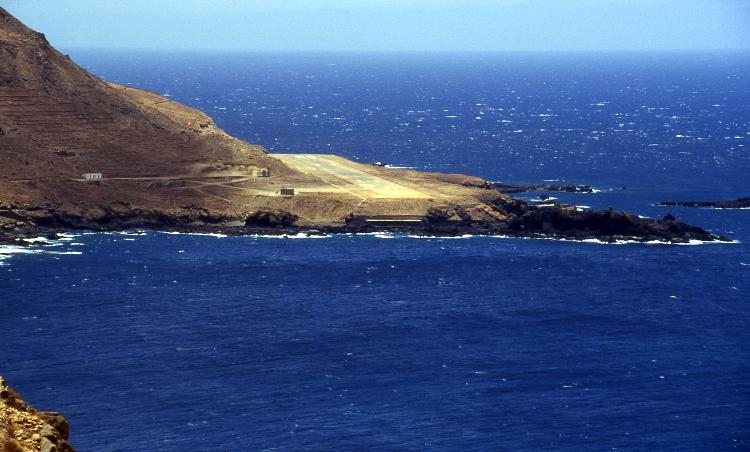
Der geschlossene Flugplatz von Brava in Fajã de Água in exponierter Lage